# Безроднов, Николай Сергеевич
Николай Сергеевич Безроднов (6 мая 1857—1923) — российский военный, доктор медицины, почётный лейб-медик, действительный статский советник, главный врач лечебницы Елизаветинской общины сестёр милосердия. Участник русско-японской войны.

## Биография
Родился 6 мая 1857 года.
После окончании курса в Военно-Медицинской академии в 1884 году выпущен младшим врачом в Нейшлотский пехотный полк. В 1885 году переведён в Печорский пехотный полк и в том же году в 8-й Резервный Ижорский пехотный батальон.
В 1892 году назначен врачом Санкт-Петербургского жандармского дивизиона. В 1895 году стал врачом Шлиссельбургского жандармского управления. В 1896 году защитил докторскую диссертацию. В том же году командирован на Кавказ для принятия мер против чумы.
14 февраля 1901 года назначен старшим врачом Кавалергардского полка. 7 января 1903 года назначен старшим врачом Евгениевской общины. Принимал участие в русско-японской войне, а в 1906 году пожалован почётным лейб-медиком.
Скончался в феврале 1923 года.